# Sintel
Sintel è un cortometraggio (in codice "progetto Durian") animato in CGI del 2010 creato dalla Blender Foundation, e realizzato interamente con programmi open source, principalmente Blender. Come gli Open Movie suoi predecessori (Elephants Dream e Big Buck Bunny), lo scopo di questo film è dimostrare l'efficienza di Blender come programma grafico di modellazione 3D. Diretto da Colin Levy, artista dei Pixar Animation Studios, è stato pubblicato su Internet con licenza Creative Commons il 30 settembre 2010, dopo essere stato presentato al Dutch Film Festival il 27 settembre 2010.
Il progetto è stato finanziato anche dal Dutch film found e, con un costo di 400 000€ è il secondo film d'animazione olandese più costoso finora prodotto. Online, in poche settimane è stato visto più di 1.000.000 volte.

## Trama
La storia è meno leggera rispetto a quella del precedente cortometraggio, Big Buck Bunny; il film narra la storia di Sintel, una ragazza che sta cercando un cucciolo di Drago che ha chiamato Scales. Un flashback rivela che Sintel ha trovato Scales con l'ala ferita e lo ha aiutato a guarire, formando uno stretto legame. Quando l'ala è guarita e Scales è nuovamente in grado di volare, viene catturato da un Drago adulto. Da allora Sintel ha intrapreso una ricerca per salvarlo, combattendo bestie e guerrieri lungo la strada. Alla fine arriva in una caverna dove vivono un Drago adulto e un cucciolo, che Sintel crede essere Scales. Il Drago adulto la scopre e l'attacca, ma esita a ucciderla. Sintel uccide il drago, per poi riconoscere la cicatrice sull'ala, capendo che il drago era Scales adulto e che anche lei è invecchiata sensibilmente. Sintel lascia la caverna col cuore spezzato, seguita, senza saperlo, dal figlio di Scales.

## Recensioni
Il quotidiano olandese Het Parool ha mostrato in prima pagina un fotogramma del film, con una breve recensione che descrive l'opera come "più dark e meno accessibile ai bambini dei suoi predecessori", ma "al livello delle animazioni hollywoodiane per quanto riguarda la qualità delle immagini, i dettagli e i personaggi".

## Videogioco
Il 12 maggio 2010, su Blenderartists.org, è stato annunciato un videogioco basato sul film: Sintel The Game.